# Robert Niederkirchner
Robert Niederkirchner (6 de juny de 1924 - 2004) va ser un futbolista alemany que va jugar a l'SV Saar 05 Saarbrücken i a la selecció del Sarre com a davanter.